# Kanton Eu
Kanton Eu (fr. Canton d'Eu) je francouzský kanton v departementu Seine-Maritime v regionu Horní Normandie. Skládá se z 22 obcí.

## Obce kantonu
- Baromesnil
- Canehan
- Criel-sur-Mer
- Cuverville-sur-Yères
- Étalondes
- Eu
- Flocques
- Incheville
- Longroy
- Melleville
- Le Mesnil-Réaume
- Millebosc
- Monchy-sur-Eu
- Ponts-et-Marais
- Saint-Martin-le-Gaillard
- Saint-Pierre-en-Val
- Saint-Rémy-Boscrocourt
- Sept-Meules
- Tocqueville-sur-Eu
- Touffreville-sur-Eu
- Le Tréport
- Villy-sur-Yères